# SMS Iltis (1878)
Pour les autres navires du même nom, voir SMS Iltis.
La SMS Iltis est une canonnière de la marine impériale allemande, appartenant à la classe Wolf et lancée en 1878. Elle coule pendant un typhon, le 23 juin 1896. Deux ans plus tard, une autre canonnière du même nom est lancée par la marine impériale allemande, pour le service d'Extrême-Orient.

## Historique

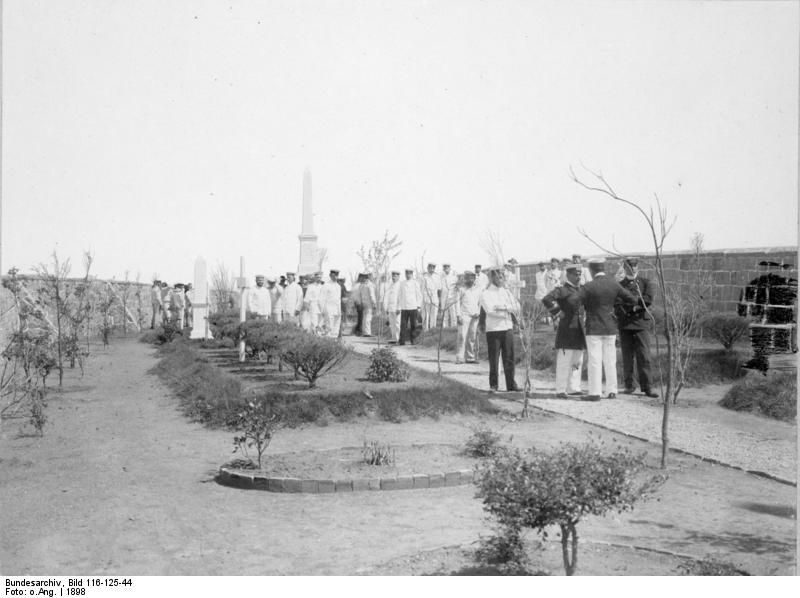
Visite du prince Henri de Prusse à la section des marins de la Iltis du cimetière de Tsingtao en 1898.

La canonnière est bâtie par les chantiers navals impériaux de Dantzig. Ses sister-ships sont les SMS Hyäne et SMS Wolf. Elle est lancée le 18 septembre 1878, puis affectée à l'escadre d'Extrême-Orient en 1880. Elle croise le long des côtes chinoises, dans les mers du Sud et dans les îles du Pacifique, alors que l'Empire allemand y obtient des colonies.
Elle essuie un typhon fatal, le 23 juillet 1896, au large du cap Chantoung, près de la baie de Kiautschou (Kiaou-Tchéou en français de l'époque), et échoue sur la côte. Trois hommes peuvent atteindre le rivage, onze autres sont sauvés près de l'épave dans les deux jours suivants. Soixante-et-onze hommes trouvent la mort.
Un monument, œuvre du sculpteur August Kraus, est érigé en mémoire des marins noyés, dans la concession allemande de Shanghai, en 1898.
La cloche du navire se trouve aujourd'hui au musée de l'histoire militaire de Rastatt.

## Données techniques
- Longueur: 47,2 m
- Largeur: 7,66 m
- Tirant d'eau: 3,40 m
- Déplacement: 490 tonnes, maximum 570 tonnes
- Équipage: 5 officiers et 101 hommes d'équipage

## Notes

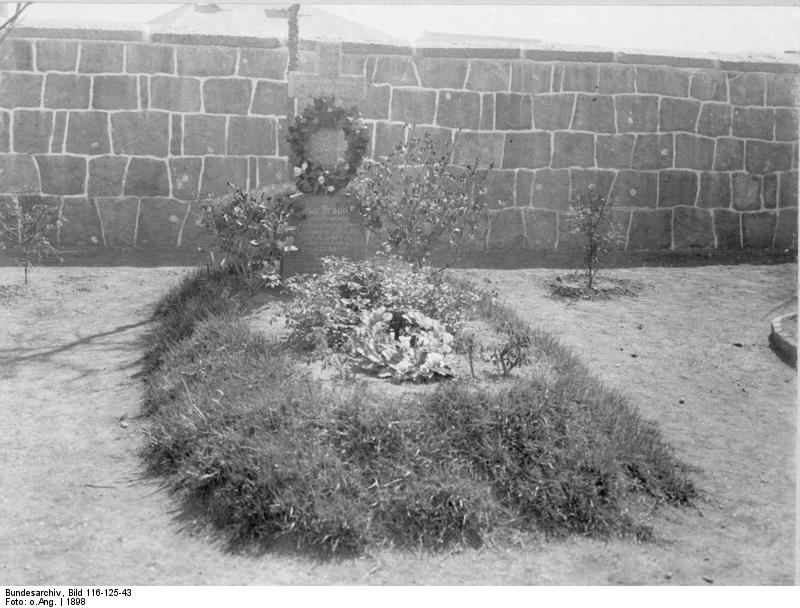
Tombe du capitaine Braun, commandant de bord de la SMS Iltis, au cimetière de Tsingtao.